# Comuna Kotel, Sliven
Kotel este o comună în regiunea Sliven din Bulgaria. Cuprinde un număr de 22 localități.  Reședința sa este orașul Kotel. Localități componente (orașe și sate):
| - Kotel - Gradeț - Iablanovo - Ticea - Mokren - Filaretovo - Malko Selo - Pădarevo - Sokolarți - Kipilovo - Jeravna | - Strelți - Neikovo - Меdven - Orlovo - Ostra Moghila - Borinți - Topuzevo - Dăbova - Sedlarevo - Katuniște - Bratan |

## Demografie
Componența etnică a comunei Kotel
     Turci (29,87%)
     Romi (24,7%)
     Bulgari (36,22%)
     Nicio identificare (8,14%)
     Altele (1,05%)
La recensământul din 2011, populația comunei Kotel era de 19.391 locuitori. Nu există o etnie majoritară, locuitorii fiind bulgari (36,22%), turci (29,87%) și romi (24,7%). Pentru 8,14% din locuitori nu este cunoscută apartenența etnică.